# Afrida minuta
Afrida minuta är en fjärilsart som beskrevs av Druce 1885. Afrida minuta ingår i släktet Afrida och familjen trågspinnare. Inga underarter finns listade i Catalogue of Life.